# Католицька церква в Палестині
Като́лицька це́рква в Палестині — друга християнська конфесія Палестини. Складова всесвітньої Католицької церкви, яку очолює на Землі римський папа. Керується конференцією єпископів. Станом на 2004 рік у країні нараховувалося близько 83 000 католиків (2,44% від усього населення). Існувало 2 діоцезій, які об'єднували 74 церковних парафій.  Кількість  священиків — 390 (з них представники секулярного духовенства — 86, члени чернечих організацій — 304), постійних дияконів — 0, монахів — 509, монахинь — 1209.